# Aston Villa Football Club 2021-2022
Questa voce raccoglie le informazioni riguardanti l'Aston Villa Football Club nelle competizioni ufficiali della stagione 2021-2022.

## Maglie e sponsor
| Casa | Trasferta | Terza maglia |

## Rosa
Rosa e numerazione aggiornati al 1º gennaio 2022.
| N. |                         | Ruolo | Calciatore        |
| -- | ----------------------- | ----- | ----------------- |
| 1  | Argentina (bandiera)    | P     | Emiliano Martínez |
| 2  | Inghilterra (bandiera)  | D     | Matty Cash        |
| 3  | Inghilterra (bandiera)  | D     | Matt Targett      |
| 4  | Inghilterra (bandiera)  | D     | Ezri Konsa        |
| 5  | Inghilterra (bandiera)  | D     | Tyrone Mings      |
| 6  | Brasile (bandiera)      | C     | Douglas Luiz      |
| 7  | Scozia (bandiera)       | C     | John McGinn       |
| 8  | Francia (bandiera)      | C     | Morgan Sanson     |
| 10 | Argentina (bandiera)    | C     | Emiliano Buendía  |
| 11 | Inghilterra (bandiera)  | A     | Ollie Watkins     |
| 12 | Inghilterra (bandiera)  | P     | Jed Steer         |
| 15 | Burkina Faso (bandiera) | A     | Bertrand Traoré   |
| 16 | Inghilterra (bandiera)  | D     | Axel Tuanzebe     |
| 17 | Egitto (bandiera)       | A     | Trézéguet         |
| 18 | Inghilterra (bandiera)  | D     | Ashley Young      |
| 19 | Zimbabwe (bandiera)     | C     | Marvelous Nakamba |
| 20 | Inghilterra (bandiera)  | A     | Danny Ings        |
| 21 | Paesi Bassi (bandiera)  | C     | Anwar El Ghazi    |

| N. |                        | Ruolo | Calciatore         |
| -- | ---------------------- | ----- | ------------------ |
| 23 | Francia (bandiera)     | D     | Lucas Digne        |
| 25 | Svezia (bandiera)      | P     | Robin Olsen        |
| 27 | Brasile (bandiera)     | A     | Philippe Coutinho  |
| 30 | Inghilterra (bandiera) | D     | Kortney Hause      |
| 31 | Giamaica (bandiera)    | A     | Leon Bailey        |
| 32 | Inghilterra (bandiera) | A     | Jaden Philogene    |
| 33 | Inghilterra (bandiera) | C     | Carney Chukwuemeka |
| 35 | Inghilterra (bandiera) | A     | Cameron Archer     |
| 36 | Paesi Bassi (bandiera) | C     | Lamare Bogarde     |
| 38 | Finlandia (bandiera)   | P     | Viljami Sinisalo   |
| 39 | Inghilterra (bandiera) | A     | Keinan Davis       |
| 40 | Inghilterra (bandiera) | C     | Aaron Ramsey       |
| 41 | Inghilterra (bandiera) | C     | Jacob Ramsey       |
| 46 | Inghilterra (bandiera) | A     | Caleb Chukwuemeka  |
| 47 | Inghilterra (bandiera) | C     | Tim Iroegbunam     |
| 49 | Inghilterra (bandiera) | C     | Hayden Lindley     |
| 50 | Paesi Bassi (bandiera) | D     | Sil Swinkels       |

## Risultati

### Premier League

#### Girone di andata
| Arbitro: | Dean |

|                                   |           |                       |
| Dennis 27’ Sarr 42’ Hernández 67’ | Marcatori | 70’ McGinn 90+7’ Ings |

| Arbitro: | Coote |

|                                |           |  |
| Ings 45+3’ El Ghazi 42’ (rig.) | Marcatori |  |

| Arbitro: | Bankes |

|             |           |          |
| Buendía 13’ | Marcatori | 7’ Toney |

| Arbitro: | Attwell |

|                               |           |  |
| Lukaku 15’, 90+3’ Kovačić 49’ | Marcatori |  |

| Arbitro: | Pawson |

|                                      |           |  |
| Cash 66’ Digne 69’ (aut.) Bailey 75’ | Marcatori |  |

| Arbitro: | Dean |

|  |           |           |
|  | Marcatori | 88’ Hause |

| Arbitro: | Kavanagh |

|                                 |           |             |
| Højbjerg 27’ Targett 71’ (aut.) | Marcatori | 67’ Watkins |

| Arbitro: | Oliver |

|                     |           |                                 |
| Ings 48’ McGinn 68’ | Marcatori | 80’ Saïss 85’ Coady 90+5’ Neves |

| Arbitro: | Kavanagh |

|                                            |           |               |
| Partey 23’ Aubameyang 45+6’ Smith Rowe 56’ | Marcatori | 82’ J. Ramsey |

| Arbitro: | Kavanagh |

|             |           |                                           |
| Watkins 34’ | Marcatori | 7’ Johnson 38’ Rice 80’ Fornals 84’ Bowen |

| Arbitro: | Madley |

|              |           |  |
| Armstrong 3’ | Marcatori |  |

| Arbitro: | Taylor |

|                       |           |  |
| Watkins 84’ Mings 89’ | Marcatori |  |

| Arbitro: | Salisbury |

|             |           |                        |
| Guéhi 90+5’ | Marcatori | 15’ Targett 86’ McGinn |

| Arbitro: | Dean |

|             |           |                             |
| Watkins 47’ | Marcatori | 27’ Rúben Dias 43’ B. Silva |

| Arbitro: | Oliver (Merseyside) |

|                |           |            |
| Konsa 17’, 54’ | Marcatori | 14’ Barnes |

| Arbitro: | Atwell |

|                  |           |  |
| Salah 67’ (rig.) | Marcatori |  |

| Arbitro: | Coote |

|  |           |                        |
|  | Marcatori | 34’ Ramsey 87’ Watkins |

| Arbitro: | Tierney |

|             |           |                   |
| Buendía 48’ | Marcatori | 45’ (rig.) Barnes |

| Arbitro: | Atkinson |

|                  |           |                                              |
| James 28’ (aut.) | Marcatori | 34’ (rig.), 90+3’ (rig.) Jorginho 56’ Lukaku |

#### Girone di ritorno
| Arbitro: | Hooper (Wiltshire) |

|  |           |                                    |
|  | Marcatori | 22’ Coutinho 66’ Cash 73’ Chambers |

| Arbitro: | Pawson (Sheffield & Hallamshire) |

|                         |           |          |
| Wissa 42’ Rasmussen 83’ | Marcatori | 16’ Ings |

| Arbitro: | Coote |

|                         |           |                         |
| Ramsey 77’ Coutinho 81’ | Marcatori | 6’, 67’ Bruno Fernandes |

| Arbitro: | Pawson (Sheffield & Hallamshire) |

|  |           |               |
|  | Marcatori | 45+3’ Buendía |

| Arbitro: | Gillett |

|                              |           |                            |
| Coutinho 30’ Ramsey 38’, 43’ | Marcatori | 9’, 45’ James 63’ Llorente |

| Arbitro: | Pawson (Sheffield & Hallamshire) |

|              |           |  |
| Trippier 35’ | Marcatori |  |

| Arbitro: | Jones |

|  |           |            |
|  | Marcatori | 78’ Dennis |

| Arbitro: | Brooks |

|  |           |                      |
|  | Marcatori | 17’ Cash 68’ Watkins |

| Arbitro: | Bankes |

|                                           |           |  |
| Watkins 9’ Luiz 44’ Coutinho 52’ Ings 54’ | Marcatori |  |

| Arbitro: | Gillett |

|                            |           |            |
| Jarmolenko 70’ Fornals 82’ | Marcatori | 90’ Ramsey |

| Arbitro: | Madley |

|  |           |          |
|  | Marcatori | 30’ Saka |

| Arbitro: | England |

|                            |           |                    |
| Jonny 26’ Young 36’ (aut.) | Marcatori | 86’ (rig.) Watkins |

| Arbitro: | Scott |

|  |           |                                 |
|  | Marcatori | 3’, 66’, 71’ Son 50’ Kulusevski |

| Arbitro: | Moss |

|                 |           |                   |
| Douglas Luiz 3’ | Marcatori | 6’ Matip 65’ Mané |

| Leicester 23 aprile 2022, ore 15:00 WEST 34ª giornata | Leicester City | 0 – 0 referto | Aston Villa | Leicester City Stadium (32 185 spett.)\| Arbitro: \| Madley \| |
| Arbitro:                                              | Madley         |               |             |                                                                |

| Arbitro: | Brooks |

|                        |           |  |
| Watkins 41’ Ings 90+3’ | Marcatori |  |

| Arbitro: | Coote |

|              |           |                                 |
| Cornet 90+1’ | Marcatori | 7’ Ings 31’ Buendía 52’ Watkins |

| Arbitro: | Kavanagh |

|             |           |             |
| Watkins 69’ | Marcatori | 81’ Schlupp |

| Arbitro: | Oliver |

|                             |           |                       |
| Gündoğan 76’, 81’ Rodri 78’ | Marcatori | 37’ Cash 69’ Coutinho |

### FA Cup
| Arbitro: | Oliver |

|              |           |  |
| McTominay 8’ | Marcatori |  |

### EFL Cup
| Arbitro: | Coy (ENG) |

|  |           |                                                              |
|  | Marcatori | 10’, 62’, 88’ Archer 24’ (rig.), 45+3’ El Ghazi 75’ Guilbert |

| Arbitro: | Scott |

|                                     |                      |                                      |
| Werner 54’                          | Marcatori            | 64’ Archer                           |
| Lukaku Mount Barkley Chilwell James | Tiri di rigore 4 – 3 | El Ghazi Young Nakamba Konsa Buendía |

## Statistiche

### Statistiche di squadra
| Competizione   | Punti | In casa | In casa | In casa | In casa | In casa | In casa | In trasferta | In trasferta | In trasferta | In trasferta | In trasferta | In trasferta | Totale | Totale | Totale | Totale | Totale | Totale | DR |
| Competizione   | Punti | G       | V       | N       | P       | Gf      | Gs      | G            | V            | N            | P            | Gf           | Gs           | G      | V      | N      | P      | Gf     | Gs     | DR |
| -------------- | ----- | ------- | ------- | ------- | ------- | ------- | ------- | ------------ | ------------ | ------------ | ------------ | ------------ | ------------ | ------ | ------ | ------ | ------ | ------ | ------ | -- |
| Premier League | 45    | 19      | 6       | 5       | 8       | 28      | 25      | 19           | 7            | 1            | 11           | 24           | 29           | 38     | 13     | 6      | 19     | 52     | 54     | -2 |
| FA Cup         | -     | 0       | 0       | 0       | 0       | 0       | 0       | 1            | 0            | 0            | 1            | 0            | 1            | 1      | 0      | 0      | 1      | 0      | 1      | -1 |
| League Cup     | -     | 0       | 0       | 0       | 0       | 0       | 0       | 2            | 1            | 1            | 0            | 7            | 1            | 2      | 1      | 1      | 0      | 7      | 1      | +6 |
| Totale         | -     | 19      | 6       | 5       | 8       | 28      | 25      | 22           | 8            | 2            | 12           | 31           | 31           | 41     | 14     | 7      | 20     | 59     | 56     | +3 |

### Andamento in campionato
| Giornata  | 1  | 2  | 3  | 4  | 5  | 6 | 7  | 8  | 9  | 10 | 11 | 12 | 13 | 14 | 15 | 16 | 17 | 18 | 19 | 20 | 21 | 22 | 23 | 24 | 25 | 26 | 27 | 28 | 29 | 30 | 31 | 32 | 33 | 34 | 35 | 36 | 37 | 38 |
| --------- | -- | -- | -- | -- | -- | - | -- | -- | -- | -- | -- | -- | -- | -- | -- | -- | -- | -- | -- | -- | -- | -- | -- | -- | -- | -- | -- | -- | -- | -- | -- | -- | -- | -- | -- | -- | -- | -- |
| Luogo     | T  | C  | C  | T  | C  | T | T  | C  | T  | C  | T  | C  | T  | C  | C  | T  | T  | C  | T  | C  | T  | C  | T  | C  | T  | C  | T  | T  | C  | T  | C  | T  | C  | T  | C  | C  | C  | T  |
| Risultato | P  | V  | N  | P  | V  | V | P  | P  | P  | P  | P  | V  | V  | P  | V  | P  | V  | P  | P  | N  | V  | N  | P  | P  | V  | V  | V  | P  | P  | P  | P  | N  | V  | V  | P  | N  | N  | P  |
| Posizione | 11 | 10 | 11 | 12 | 10 | 8 | 10 | 13 | 13 | 15 | 16 | 15 | 13 | 13 | 10 | 13 | 10 | 11 | 14 | 13 | 11 | 11 | 12 | 12 | 12 | 11 | 9  | 9  | 9  | 11 | 12 | 15 | 13 | 11 | 11 | 14 | 14 | 14 |

Legenda:

Luogo: C = Casa; T = Trasferta. Risultato: V = Vittoria; N = Pareggio; P = Sconfitta.